# Комитат
Вижте пояснителната страница за други значения на Комитат.
Комитат e наименование на административна териториална единица, управлявана от комит, използвана в различни държави през различни епохи, включително в България през IX век. Произхожда от титлата comes, носена от висши сановници и от командири на областни военни контингенти в късната Римска империя, Карл Велики я възприема от Византия за своя двор, където тя започва да се произнася и като конт - граф. Респективно комитатът става County - графство.

## В Унгария
Комитатите са традиционни за Унгария административни единици в периода от XI до XIX век. Названието комитат се е запазило в този смисъл. В международната литература то е синоним на медие (унг.: megye) – окръзите, на които е разделена съвременна Унгария.

## В средновековна България
Наличието на комитати и на комити в България през Ранното средновековие е засвидетелствано в историческите извори за времето на владетелите Пресиан, Борис I, Симеон и Петър I (IX-X век). Става дума за чуждестранни (гръцки, латински, арабски) източници, които може би не използват оригиналното название на областите в България. В „Закон за съдене на хората“, правен документ от разглеждания период, се говори за „земи“, а не за „комитати“.
Българските „комитати“ се споменават в западни хроники от втората половина на IX в., в които се разказва за бунт на болярите от десет комитата срещу княз Борис I, избухнал през 866 г. като реакция срещу покръстването:
| „                  | ... Българският крал (rex), който в предната година по вдъхновение божие, а също по внушение от личби и бедствия в народа на царството му бе намислил да стане християнин, прие светото кръщение. Недоволни от това, болярите възбунтували народа против него, за да го убият. И тъй всички, колкото бяха в десетте комитата, събрали се около двореца му... | “ |
| Бертински летописи | |   |

Колко точно на брой са комитатите по времето на Борис е трудно да се определи, но се приема, че те не са много повече от десет. Въпросът кога и как са формирани комитатите е също обект на научни дискусии. Предполага се, че те са елемент от централизираната административна уредба, която през IX век окончателно измества от власт местните славянски князе. Канът (впоследствие царят) определя управителите на комитатите (комитите) и чрез тях си осигурява по-голям контрол върху отделните области на държавата. Спорно е при кой владетел става промяната. Известно е, че реформите в управлението на българската държава са започнати от Крум. Теорията на Иван Венедиков, че първият български комитат е с център Средец (днешна София) и е създаден от Крум, е оспорвана. Критиците ѝ се придържат към схващането, че първите комитати са образувани при Омуртаг в северозападните и североизточните български територии в отговор на политическите предизвикателства в тези региони: бунтове на славяните на северозапад и голям брой заселени на североизток византийски пленници.
Един от историческите извори, споменаващи комити и комитати, е разказът на архиепископ Теофилакт Охридски (живял през XI-XII век) за Петнадесетте тивериополски мъченици. Теофилакт описва как българският комит Таридин пренася по нареждане на своя господар (Борис I) мощите на трима от светците (Тимотей, Комасий и Евсевий) в църквата в средището на областта си Брегалница. От това и други сведения се извежда предположението, че административната и църковната организация в държавата на княз Борис и наследниците му са тясно свързани, като към задълженията на комитите спадат построяването на школи за свещеници и пренасянето на реликви. Подобно на Таридин постъпва и неговият наследник комит Дристър, който по заповед на цар Симеон I пренася в Брегалнишката църква мощите на струмишките светци Сократ и Теодор. Комит Дристър участва в присъединяването на Егейска Македония към България, което се потвърждава от Наръшкия надпис. Друг известен комит е Домета, който е управител на областта Кутмичевица при Борис I. Освен комитите представители на централната власт през IX-Х век са и тарканите (висши военни). Правораздаването е поверено на съдии, обособени от комитите.